# Juseliuskommittén
Juseliuskommittén var en finländsk statskommitté som leddes av  hovrättsrådet  August Arthur Juselius med ändamål att arbeta fram nya kommunikationslösningar för Åland i början av 1919.

## Bakgrund
På grund av ett missnöje på Åland över kommunikationerna och att Ålandsrörelsen arbetade för att Åland skulle ansluta sig till Sverige och att Ålandskommittén hade lämnat in ett förslag på en Åländska självstyrelse den 14 maj 1918 där bland annat Ålandskommittén tog upp de stora bristerna med kommunikationerna, så beslöt de finska myndigheterna att tillsätta en kommitté.  Den 14 januari 1919 tillsattes en kommitté bestående av hovrättsrådet A. Juselius, medicinalrådet L.W. Fagerlund, arkitekten Bertel Jung, sjökaptenen Johan Wennström (sedermera ersatt med sjökapten G.S. Gustafsson), jordbrukaren Fridolf Sundberg och bonden Johannes Holmberg "för uppgörande av förslag till nödigbefunna administrativa åtgärder, vilka vore ägnade att befrämja befolkningens i Ålands län ekonomiska framskridande och stödja dess kulturella strävanden" 

## Resultat
Kommitténs verksamhet och resultat framgår av förteckningen över de betänkande den kommittén avgav under tiden 9 februari 1919 - 25 september 1921. 
Några av statskommitténs förslag: 
- 9 februari.1919 Amnesti för de ålänningar som vägrat gå med i kriget.
- 3 mars 1919 brygga vid Herröskatan och landsväg till Mariehamn från bryggan.
- 13 maj 1919 En fiskeriskola startas på Åland i samverkan med Folkhögskolan.
- 14 maj 1919 Överförandet av domarbostället till Ålands lantmannaskola.
- 10 juli 1919 regelbundna turer mellan Åbolands och Ålands skärgård [2]

| Juseliuskommittén | Juseliuskommittén | Juseliuskommittén | Juseliuskommittén |
| ----------------- | ----------------- | ----------------- | ----------------- |
| Ordförande        | hovrättsrådet     | August Juselius   |                   |
|                   | arkitekten        | Bertel Jung       | Ålandskommittén   |
|                   | bonden            | Johannes Holmberg | Ålandskommittén   |
|                   | medicinalrådet    | L.W. Fagerlund    | Ålandskommittén   |
|                   | jordbrukaren      | Fridolf Sundblom  | Ålandskommittén   |
|                   | sjökapten         | Johan Wennström   | Ålandskommittén   |